# Beatrix Podolska

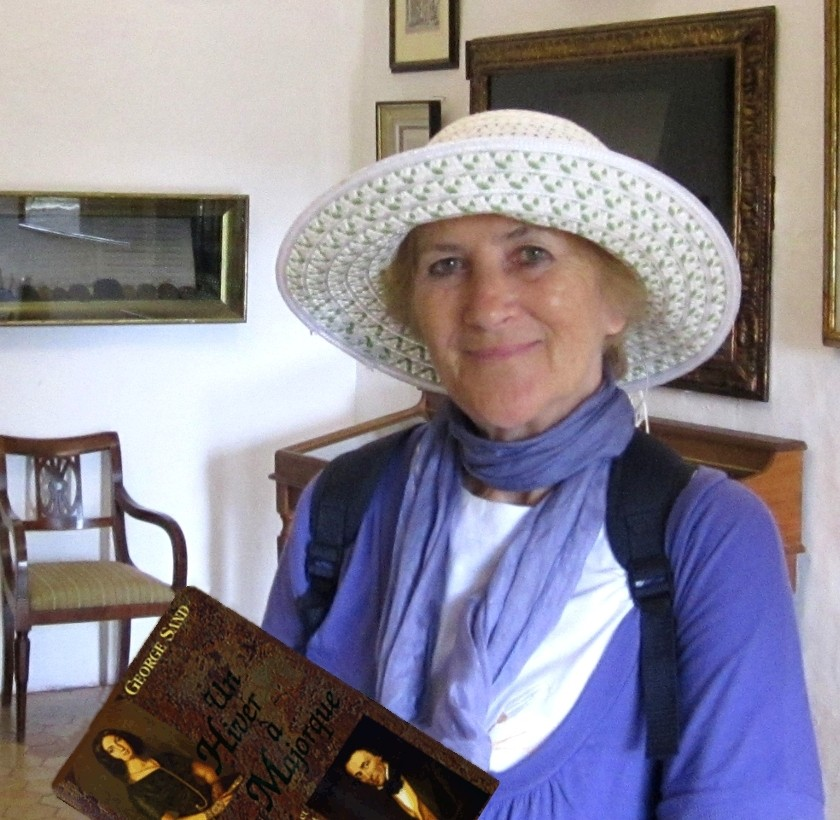
Beatrix Podolska w Muzeum Fryderyka Chopina, Valldemossa 2011

Beatrix Charlotte Zofia Podolska (ur. 6 lutego 1938 w Krakowie) – polska autorka książek metodycznych dla studentów pedagogiki i nauczycieli przedszkoli. Jest członkiem Zarządu Polskiej Sekcji Międzynarodowego Stowarzyszenia Wychowania Muzycznego.

## Życiorys
Beatrix Podolska jest wnuczką Ferdynanda Hoesicka (pisarza, historyka literatury, redaktora naczelnego i współwłaściciela "Kuriera Warszawskiego", księgarza, wydawcy, muzykografa i biografa Fryderyka Chopina) i córką Jadwigi Hoesick-Podolskiej, poetki i pisarki. Ukończyła muzykologiȩ na Wydziale Filozoficzno-Historycznym Uniwersytetu Jagiellońskiego. Uzyskała III stopień specjalizacji zawodowej w zakresie nauczania muzyki.
Od 1969 roku prowadziła liczne kursy pedagogiczne w Argentynie, Urugwaju ("La hora cultural" 15 sierpnia 1985) i Polsce oraz warsztaty na kongresach ISME między innymi w Austrii, Kanadzie i Polsce. W roku 1979 współpracowała z Wydawnictwem Szkolnym i Pedagogicznym, od 1997 roku współpracuje z Wydawnictwem Prosveta, a od roku 2008 z Oficyną Wydawniczą Impuls.
Poświęciła się edukacji muzycznej dzieci i kształceniu pedagogów: nauczała w ESM (Eksperymentalne Studium Muzyczne), PSM (Państwowa Szkoła Muzyczna), WSP (Wyższa Szkoła Pedagogiczna), SWP (Studium Wychowania Przedszkolnego), SN (Studium Nauczycielskie) i w Instytucie Muzykologii Uniwersytetu Jagiellońskiego. Szczególną jej troską było zawsze budzenie w dzieciach i studentach zainteresowania muzyką oraz dostarczania im radości z twórczych działań artystycznych.
Beatrix Podolska opracowuje dzieła Ferdynanda Hoesicka, Jadwigi Hoesick-Podolskiej i Omraama Mikhaëla Aïvanhova, wygłasza również liczne odczyty i wykłady z nimi związane. Zajmuje siȩ tłumaczeniami oraz korektą tłumaczeń książek, broszur i filmów związanych z dziełami Omraama Mikhaëla Aïvanhova. Jej konsultantem jest syn, Marek T. Kwak. Autorka zajmuje siȩ paneurytmią.

## Odznaczenia
Została odznaczona Złotym Krzyżem Zasługi (26 września 1979) przez Ministerstwo Oświaty i Wychowania za wybitne osiągnięcia w pracy dydaktycznej i wychowawczej, Srebrną Odznaką za pracȩ społeczną dla Miasta Krakowa (5 marca 1987), Złotą Odznaką ISME (18 marca 1988), Krzyżem Kawalerskim Orderu Odrodzenia Polski (28 czerwca 1989) oraz nagrodzona Medalem Komisji Edukacji Narodowej (14 października 1992).

## Książki
- Z muzyką w przedszkolu (W.S.i P, Warszawa 1979)
- Bawiło się lato z wiosną (W.S.i P, Warszawa 1980 1983)
- Fortepian - podręcznik dla słuchaczy Studium Nauczycielskiego (W.S.i P, Warszawa 1990)
- Muzyka w przedszkolu (Oficyna wydawnicza Impuls, Kraków 2008, 2011)
- Dźwięczące wiersze (Oficyna wydawnicza Impuls, Kraków 2008)
- Rytmika dla dzieci (Oficyna wydawnicza Impuls, Kraków 2008, 2009, 2012)
- Łatwe piosenki dla dzieci (Oficyna wydawnicza Impuls, Kraków 2008, 2009, 2011)

Źródło.